# Sparneck
Sparneck is een plaats en gemeente in de Duitse deelstaat Beieren, en maakt deel uit van het Landkreis Hof.
Sparneck telt 1.564 inwoners.

## Geschiedenis
Sparneck ligt aan de noordrand van het Fichtelgebergte, aan de voet van het Waldsteinmassief (Großer Waldstein 877 m).
De plaats ligt op ongeveer 560 meter hoogte in het Pfarrbachtal, dat zich tussen Steinbühl en Benker Berg naar de Saale toe opent.
Het Fichtelgebergte is een middelgebergte dat zich door een ruig klimaat kenmerkt, het was vroeger zeer moeilijk bereikbaar.
Dit is waarschijnlijk de reden dat het gebied relatief laat systematisch bevolkt werd.
Enige gevonden werktuigen uit het stenen tijdperk bij Waldstein wijzen erop dat er toch sporadische bezoeken in die tijd zijn geweest.
De eerste stille getuigen van regelmatig menselijke cultuur in dit gebied zijn terug te vinden in de oude straten en wegen, die belangrijke handelscentra verbonden.
Voorbeelden zijn: de Hohe Straße van Venetië via Nürnberg naar Leipzig, of de wijnstraat van Maintal via Cheb naar Praag. Münchberg is bijvoorbeeld zeer belangrijk als een doorvoerstad tussen Frankenwoud en het Fichtelgebergte.
Daarmee werd de functie van het gebied ten noorden van Waldstein als een typische doorvoerregio opgebouwd, die tot nu toe nog geldt.
Het Fichtelgebergte ligt op het kruispunt van meerdere natuurlijke richels: Thüringer- und Frankenwald, Erzgebirge, Bayerischer Wald en de Fränkische Alpen,
hier grenzen ook meerdere woonplaatsen aan.
De eerste dorpen in de nabije omgeving stammen af van Slavische stammen, die via de Saale (rivier) steeds verder naar het noorden kwamen.
Plaatsnamen met als einde -itz (b.v. Losnitz) zijn typisch uit deze tijd.
De hoofd-ontbossingsperiode werd in de 12e eeuw gestart.
De ontbossing werd van het westen uit begonnen, waarbij in deze omgeving hoofdzakelijk het frankse geslacht Der Walpoten uit de omgeving van Hollfeld (Burg Zwernitz) voor ging.
De plaats Walpenreuth (vroeger Walbotenrute = De ontbossing door een van Walpoten) staat voor een naamgeving uit deze tijd.
De Walpoten zijn in hun ontbossingswerkzaamheden punctueel verder naar het oosten getrokken.
Er zijn echter nog geen zekere aanwijzingen, dat ook Sparneck in deze periode al bewoond werd.

### De ridders van Sparneck
In de eerste helft van de 12de eeuw veranderden de machtsverhoudingen in het Waldsteingebied. De marktgrafen van Giengen-Vohburg, die in de buurt van Cham woonden (Burg Haidstein), namen rond 1150 het gebied Egerland in en plaatsten eigen volgelingen op Waldstein.
Uit deze tijd zijn diverse geschriften overgebleven die genoeg vertellen om een goed beeld van de geschiedenis van Sparneck te vormen.
Andere bronnen zoals rijkelijk voorhanden mythen en sagen houden tegen deze wetenschappelijke bewijzen geen stand.
In het jaar 1170 wordt voor het eerst gesproken van: De getto van Waldstein, volgens een geschrift.
Deze eerste mensen zijn de voorouders van de Ridders van Sparneck en lieten vermoedelijk de eerste burg op Waldstein bouwen.
Hun zonen: Rüdiger en Arnold bouwden later de burgen in Sparnberg (1202) en Hirschberg en legden daarmee de fundering voor de verdere telgen van de dynastie.
Sparneck komt voor het eerst in een geschrift van 10 november 1223 aan het licht in de geschiedenis.
In dit geschrift treden Rüdiger von Sparneck (Rudegerus de Sparrenhecke), en zijn
broer Arnold von Sparnberg -de zonen van Rüdigers von Sparnberg als getuige bij een gerechtsdag in Cheb op. Dit is de geboorte-oorkonde van Sparneck.
Hieruit blijkt dat hier waarschijnlijk een burg gebouwd was en de eigenaar zich ernaar benoemd had.
Het bestaan van de Sparnecker burg zelf wordt hoe dan ook voor het eerst in het jaar 1298 aktegeldig.
De naam Sparneck volgt uit: Sparrenhecke - en komt duidelijk van de sparren uit het gebied - deze werden in deze tijd als "rood op zilveren grond" omschreven.
Dit is terug te vinden in het Sparnecker familiewapen.
De toevoeging: eck of hecke (vertaald naar Nederlands: hoek) betekent de plaats van een burg op een berg. Een goed zichtbare uitvoering van de Sparnecker familiewapens bevindt zich in de Weissdorfer kerk (Weißdorfer Kirche). Deze stamt uit het jaar 1542 en heeft de afmeting van 1x1 meter.
Deze burg wordt tot nieuwe stamplaats van het geslacht van de ridders van Sparneck gerekend. In tegenstelling tot Höhenburg Waldstein was het nieuwe huis meer een woon- dan een afweerbouw en werd daarom meestal als slot benoemd.

### De glorietijd
De heren van Sparneck schreven en bepaalden in de volgende 300 jaar de geschiedenis in de regio noordelijk van Waldstein en behoren daardoor tot een van de belangrijkste riddergeslachten in Oberfranken.
De familie van de heren van Sparneck bewoonden de burgen: Sparneck en Waldstein (waar ze later een nieuwe afweer bouwden, het "rode slot" (Rote Schloß)), evenals in Weißdorf, Uprode, Stockenroth, Hallerstein, Gattendorf en Stein.
Hun bezit (Lehengüter) was grotendeels in een gebied, dat zich ongeveer met de deelstaat Münchberg vergelijkt. Daarbij kwam een omvangrijk bezit (Streubesitz) tot het Egerland (Schönbach) in, zoals vergaande rechten als het plaatselijke hoge gerechtshof (Halsgericht), die bijvoorbeeld met de galg op de Steinbühl uitgeoefend werd.
De dynastie van de Sparnecker verbreedde zich tot gezamenlijk zeven grenzen, die tot Trausnitz in de Oberpfalz reikten. Ze bekleedden hoge wereldlijke en kerkelijke ambten, zoals een Domheer in Regensburg en Bamberg. De heren van Sparneck profiteerden van de omstandigheden waarin ze verkeerden, namelijk dat de Boheemsche Koning in het jaar 1355 Duitse keizer (Karl IV) werd en daarmee het Europese machtscentrum als directe buren kreeg.
Ze begrepen in die tijd dat ze met hun bezit in goed Boheems contact moesten blijven. Dit kan ertoe geleid hebben dat het Sparnecker Slot bij de Hussiteninval in het jaar 1430 zelfs mooier gemaakt werd, al was het wel zo dat Waldstein in vlammen opging. Ook in de Beierse oorlog (1459-1463) bleef het ongeschonden.
In het bijzonder werd Münchberg door zijn gunstige ligging in de verkeersroute een positieve ontwikkeling.
De Sparneckers previleerden de plaats daarom in het jaar 1364 met het veelzeggende Nürnberger stadsrecht.
In het verdere verloop van de 14e eeuw hadden de ridders van Sparneck toch te kampen met de agressieve expansiedoeleinden van de machtige Burggraaf van Nürnberg.
Deze namen beetje bij beetje steeds meer van het gebied in het noorden en zuiden van de Ridders van Sparneck in de tang.
Uiteindelijk gaven de Sparneckers het op en verkochten vanaf 1373 een groot deel van hun bezit, namelijk de stad Münchberg met 19 omringende dorpen.

### De ophanging
Het einde van de middeleeuwen markeerde ook het einde van de riddertijd. De uitvinding van buskruit en de handel maakten de ridders overbodig.
Veel edelen werden arm en velen van hen probeerden door onwettige middelen hun leven zeker te stellen.
Een voorbeeld hiervan was: Thomas von Absberg die een verbitterde strijd voerde tegen Frankische en Schwabische Rijkssteden.
Hij overviel kooplui en hoge ambtenaren, beroofde ze of perste losgeld af. Zijn gevreesde specialiteit was gevangenen een hand af te hakken en daarmee een statement te maken.
De ridders van Sparneck maakten nu een grove fout waarvoor ze opgehangen werden,
toen ze Thomas von Absberg beloofden dat hij tegen een vergoeding zijn gevangenen op Walstein mocht verstoppen.
Dit zou er toe leiden dat de "Schwäbische Bund", een gezamenlijk besluit met de
Frankische en Schwabische Rijkssteden met Nürnberg voorop, een gewelddadige soldijheer benoemden en die mocht zonder pardon strafgerecht 23 (roofburgen) uitvoeren van Odenwald tot het Fichtelgebergte.
Deze "Frankse oorlog" (Fränkische Krieg) eindigde in de zomer van 1523, zo ook het tijdperk van de ridders van Sparneck.
10000 voetknechten en 1000 ruiters werden met 40 geschutten en 100 zware vuurbuksen
en nog 900 Zentner Pulver van Dinkelsbühl in de bestorming ingezet.
De gewelddadige optocht kwam op 8 juli 1523 aan in Sparneck en plaatste aldaar hun kamp.
Op 10 juli 1523 werden de burgen Sparneck en Gattendorf beroofd en vernield, op 11 juli werd Waldstein en Uprode ingenomen.
Op 12 juli 1523 viel het waterslot in Weißdorf in hun handen.
De bewoners van de burgen waren natuurlijk allang, door de verhalen van deze gewelddadige optocht, ontweken en gevlucht.

## Plaatsen in de gemeente Sparneck
- Brandenstumpf
- Einöden
- Germersreuth
- Grohenbühl
- Immerseiben
- Immershof
- Reinersreuth
- Rohrmühle
- Saalmühle
- Sparneck
- Stockenroth
- Ziegelhütte

Bad Steben ·
Berg ·
Döhlau ·
Feilitzsch ·
Gattendorf ·
Geroldsgrün ·
Helmbrechts ·
Issigau ·
Köditz ·
Konradsreuth ·
Leupoldsgrün ·
Lichtenberg ·
Münchberg ·
Naila ·
Oberkotzau ·
Regnitzlosau ·
Rehau ·
Schauenstein ·
Schwarzenbach a.Wald ·
Schwarzenbach a.d.Saale ·
Selbitz ·
Sparneck ·
Stammbach ·
Töpen ·
Trogen ·
Weißdorf ·
Zell